# Ocularia pointeli
Ocularia pointeli là một loài bọ cánh cứng trong họ Cerambycidae.